# Ignacio Ellacuría
Ignacio Ellacuría (n. 9 noiembrie 1930, Portugalete⁠(d), Comunitatea Autonomă a Țării Basce, Spania – d. 16 noiembrie 1989, San Salvador, El Salvador) a fost un profesor iezuit, rector al universității din El Salvador, asasinat împreună cu alți cinci profesori, o bucătăreasă și fiica ei, în data de 16 noiembrie 1989.

## Scrieri
- Filosofía y Política, 1972
- Universidad y Política, 1980
- El objeto de la Filosofía, 1981
- Función Liberadora de la Filosofía, 1985
- Centroamérica como problema, 1986

### Ediții postume
- Filosofía de la Realidad Histórica, San Salvador 1990;
- Mysterium liberationis: conceptos fundamentales de la teología de la liberación, 2 volume, sub îngrijirea lui Jon Sobrino, San Salvador 1992;
- Veinte Años de Historia en El Salvador. Escritos Políticos, 3 vol., San Salvador 1993.